# Brantas

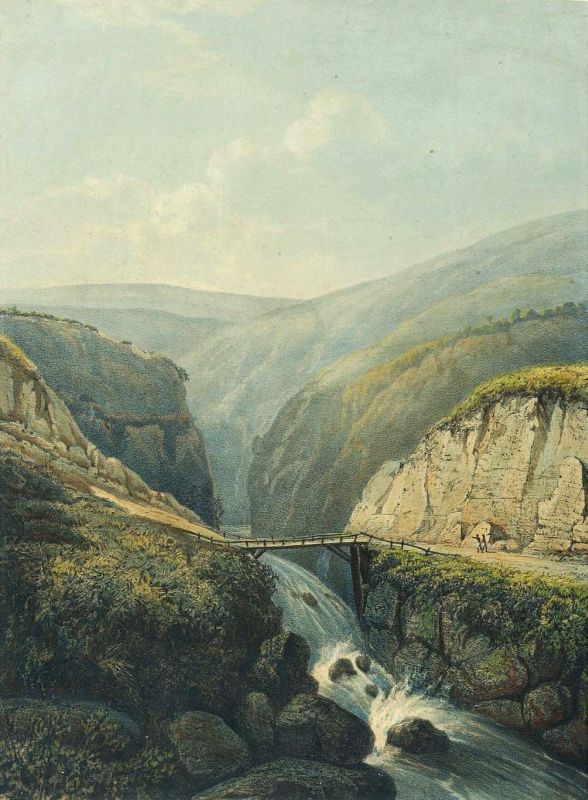
Brantas-Fluss, Lithografie eines Gemäldes von A. Salm, zwischen 1865 und 1872

Der Brantas ist der längste Fluss von Jawa Timur. Er entspringt am Vulkanmassiv Arjuno-Welirang, fließt spiralförmig um dieses herum und mündet nach 320 km mit den Mündungsarmen Kalimas und Porong in die Balisee.